# 張曾澤
張曾澤（英語：Chang Tseng-Chai，1931年—2010年10月9日），台灣電影導演，原籍青島。政工幹校影劇系畢業，從影期間，歷任中央電影公司、國泰機構（香港）有限公司、邵氏兄弟公司基本導演。他的妻子是台灣著名擅演反派的女星李虹。
張曾澤曾擔任話劇導演，從影初期在中國電影製片廠擔任紀錄片剪輯、軍教片導演。當李翰祥在台灣創辦國聯影業時，他成為第一位被提拔的本地導演。先後執導數十部電影，首部執導的國語片是《牧野恩仇》，其他包括成名作《菟絲花》、《橋》、《紅鬍子》、《吉祥賭坊》、《古寧頭大戰》等，更憑《路客與刀客》、《筧橋英烈傳》兩度獲得金馬獎最佳導演，而《悲歡歲月》則獲得中國文藝獎章電影導演獎。1971年成立「大漢影片公司」。離開邵氏後於1974年創立「曾澤電影公司」，創業作為《酒吧女郎》。1982年創辦「大涵影視傳播」製作電視節目，同年執導臺灣電視公司單元劇《大鄉野》。連續播出五年之公共電視節目《法窗夜語》獲第26屆金鐘獎電視金鐘獎教育文化節目獎，台視單元劇《錢在燒》獲第24屆金鐘獎電視金鐘獎單元劇獎，台視單元劇《前夫》獲第23屆金鐘獎電視金鐘獎導播獎。

## 重要得獎作品
- 《路客與刀客》（第8屆金馬獎 優等劇情片、最佳導演）
- 《筧橋英烈傳》（第14屆金馬獎 最佳劇情片、最佳導演）
- 《台視劇場－前夫》（第23屆金鐘獎 導播獎）
- 《台視劇場－錢在燒》（第24屆金鐘獎 戲劇節目單元劇節目獎）

## 外部連結
- 張曾澤在香港影庫上的簡介